# اسکای‌ورک ایرلاینز
اسکای‌ورک ایرلاینز (به انگلیسی: SkyWork Airlines) یک شرکت هواپیمایی با کد یاتا SX است که در تاریخ ۱۹۸۳ میلادی تأسیس شده است.
دفتر مرکزی اسکای‌ورک ایرلاینز در سوئیس واقع شده‌است و قطب این شرکت هواپیمایی در فرودگاه برن قرار دارد و به ۱۸ مقصد، پرواز مستقیم انجام می‌دهد.

## مقصدهای پروازی

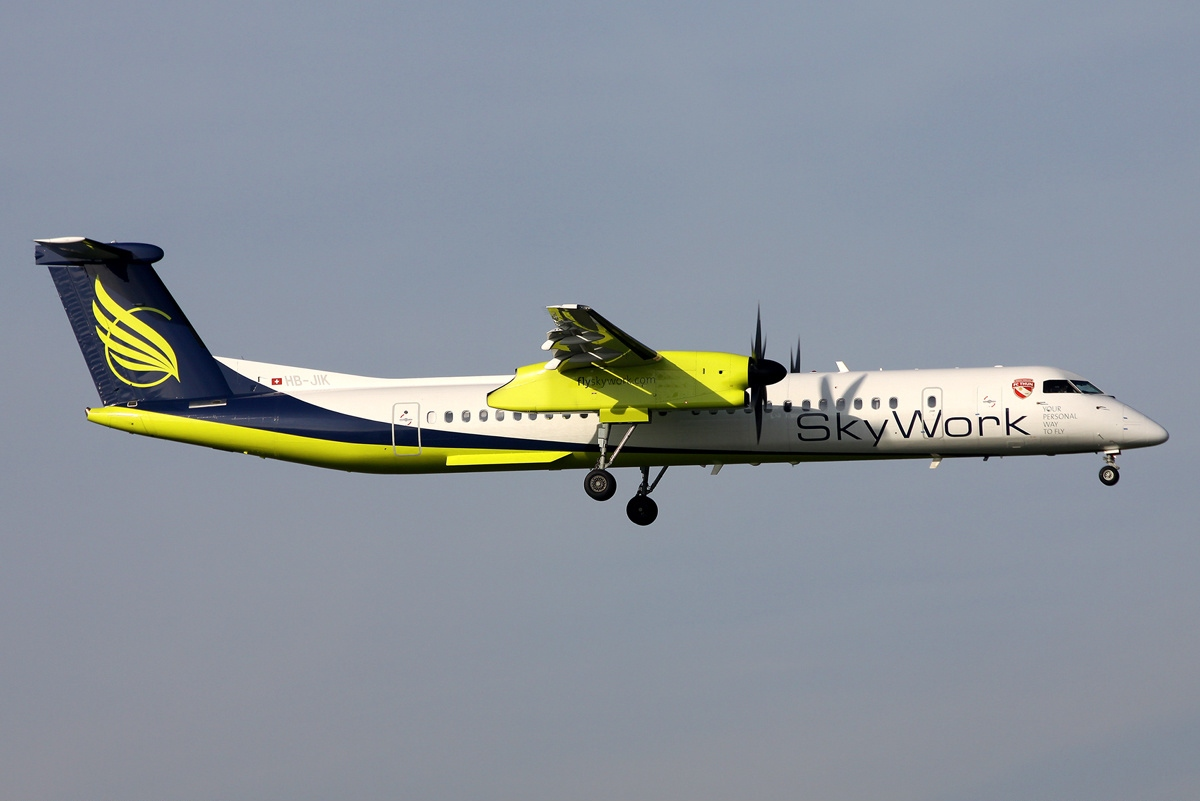
یک فروند Bombardier Dash 8 سکای‌ورک ایرلاینز.

مقصدهای پروازی سکای‌ورک ایرلاینز به شرح زیر است:
اتریش
- وین - فرودگاه بین‌المللی وین

کرواسی
- رییکا - فرودگاه ریجکا فصلی
- اسپلیت - فرودگاه اسپلیت فصلی
- زادار - فرودگاه زادر فصلی

فرانسه
- فیگاری - فرودگاه فیگاری ساد-کورسه فصلی

آلمان
- برلین - فرودگاه برلین تگل
- کلن/بن - فرودگاه کلن بن
- هامبورگ - فرودگاه هامبورگ
- مونیخ - فرودگاه مونیخ

ایتالیا
- کالیاری - فرودگاه کگلیاری-الماس فصلی
- الب (جزیره) - فرودگاه مرینا دیکمپو فصلی
- البیا - فرودگاه اولبیا - کاستا اسمرالدا فصلی

هلند
- آمستردام - فرودگاه اسخیپول آمستردام

اسپانیا
- بارسلون - فرودگاه بارسلونا-ال پرات
- ایبیزا، اسپانیا - فرودگاه ایبیزا (اسپانیا) فصلی
- ماهون - فرودگاه منورکا فصلی
- پالما د مایورکا - فرودگاه پالما د مایورکا

سوئیس
- بازل - فرودگاه بازل-مولوز-فرایبورگ اروپا
- برن - فرودگاه برن قطب

بریتانیا
- لندن - فرودگاه لندن سی‌تی[۲]
- لندن - فرودگاه جنوبی لندن[۳]